# Don Most
Don Most, född 8 augusti 1953 i Brooklyn i New York, är en amerikansk skådespelare. Han är mest känd för sin roll som Ralph Malph i TV-serien Gänget och jag. Han har även gjort röster till många tecknade filmer och TV-serier.

## Filmografi (urval)
- 1974–1984 – Gänget och jag (TV-serie)
- 1983–1985 – Drakar & Demoner (röst i TV-serie)
- 1986 – Titta vi störtar
- 1986–1990 –  Mord och inga visor (gästroll i TV-serie)
- 1999 – EDtv
- 2001 – Star Trek: Voyager (gästroll i TV-serie)
- 2003 – Sabrina tonårshäxan (gästroll i TV-serie)